# DCU Center
«Ди-си-ю Центр» (англ. DCU Center) — крытая арена и комплекс конференц-центров в центре города Вустер, штат Массачусетс. На объекте проводятся различные мероприятия, в том числе концерты, спортивные мероприятия, семейные выставки, конгрессы, торговые выставки и встречи. В настоящее время является домашней ареной команды «Вустер Рэйлерс» из ECHL. Арена несколько лет принимала предсезонные игры команды НБА «Бостон Селтикс».